# Географія Люксембургу
Люксембург — мала держава в Західній Європі. Межує з Францією, Бельгією і Німеччиною. Площа 2586 км². Країна витягнута з півдня на північ на 82 км, зі сходу на захід — на 57 км. Населення 562 958 осіб (2015). Столиця — місто Люксембург. У адміністративному відношенні країна поділяється на округи, які, у свою чергу, поділяються на кантони, а кантони на — на комуни. Країна не має виходу до моря.
Люксембург, не дивлячись на свій невеличкий розмір, має різноманітний рельєф. За ним, а також за іншими чинниками країна доволі чітко ділиться на два регіони — південний Гутланд і північний Еслінг. Більшу частину території країни займає погорбована рівнина заввишки 300—400 м. На півночі — відроги Арденн і Рейнських Сланцевих гір. Поклади залізної руди (не розробляються з кінця 20 століття), сланців, вапняків.
Клімат помірний, м'який. Пересічна температура січня від 0 до +2 °C, липня — близько 17 °C. Опадів 700—850 мм на рік. Річкова сітка густа, розгалужена, головна річка — Мозель, по якій проходить частина кордону між Люксембургом й Німеччиною. Переважають бурі лісові й дерново-підзолисті ґрунти. Майже 30 % площі Люксембургу вкрито дубово-буковими лісами.

## Фізична географія
Люксембург є однією з найменших країн Європи й світу. За площею він посідає 179 місце поміж 194 країн світу.

### Топографічні дані

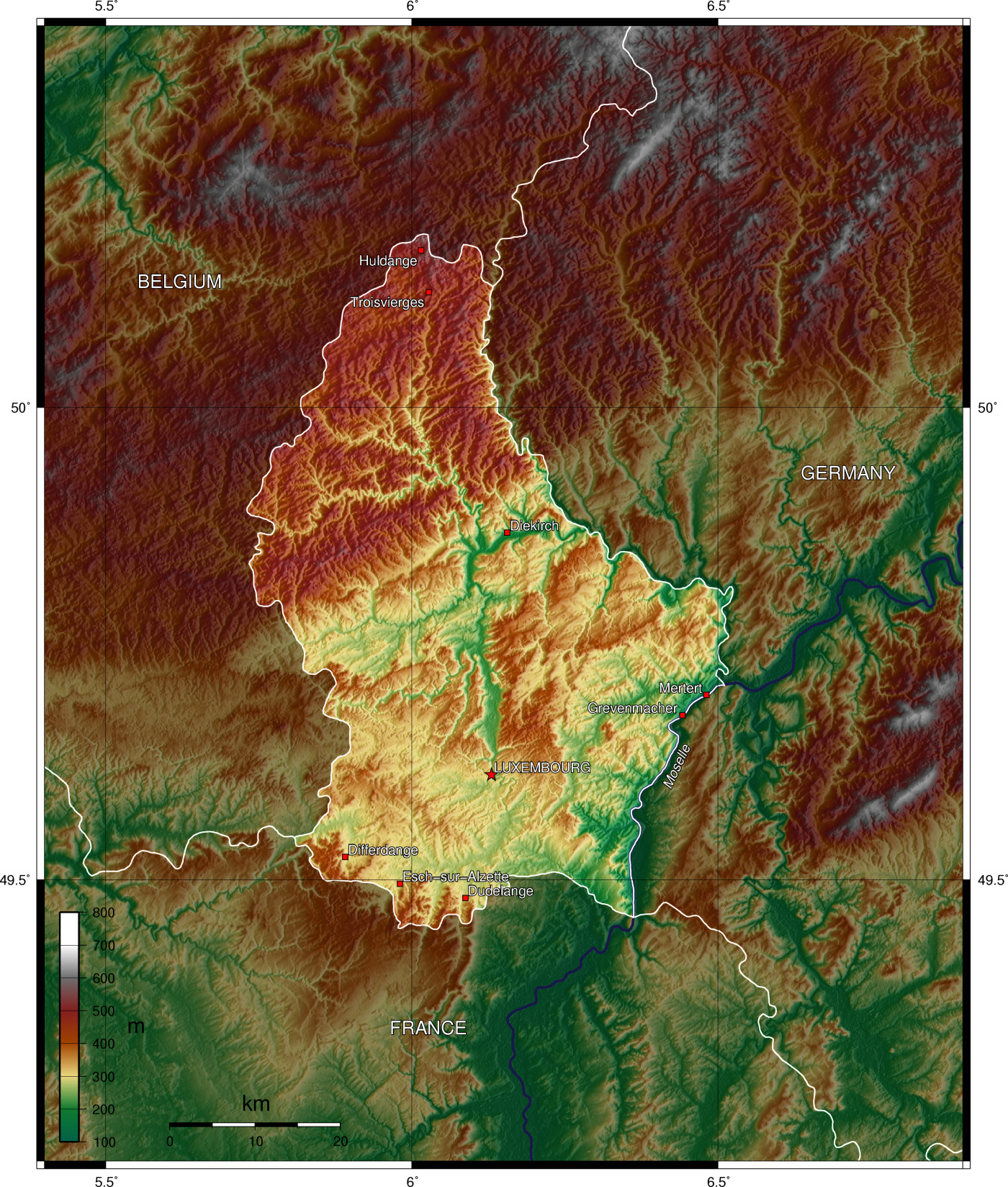
Топографічна карта Люксембургу.

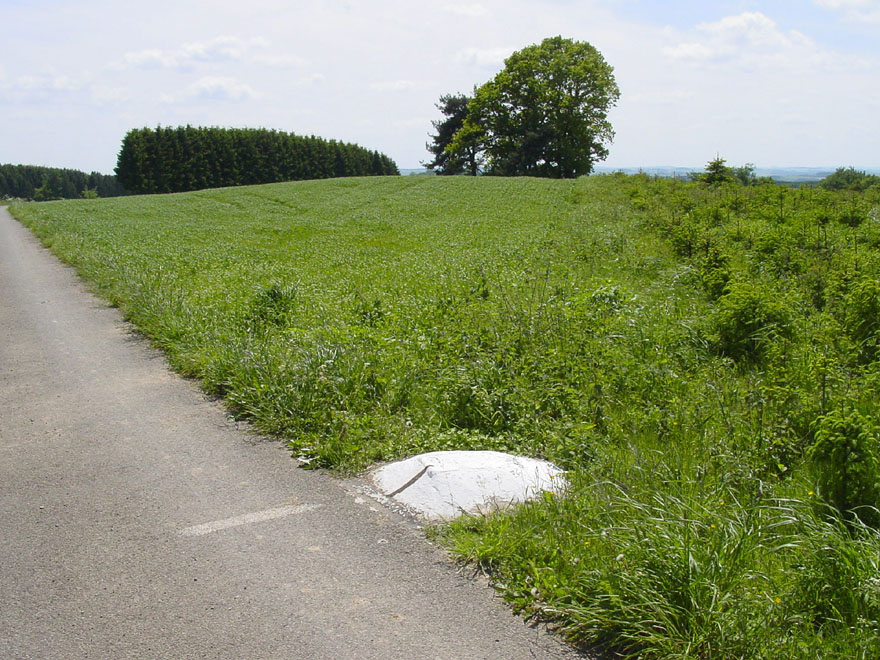
Пагорб Кнайф — найвища точка країни.

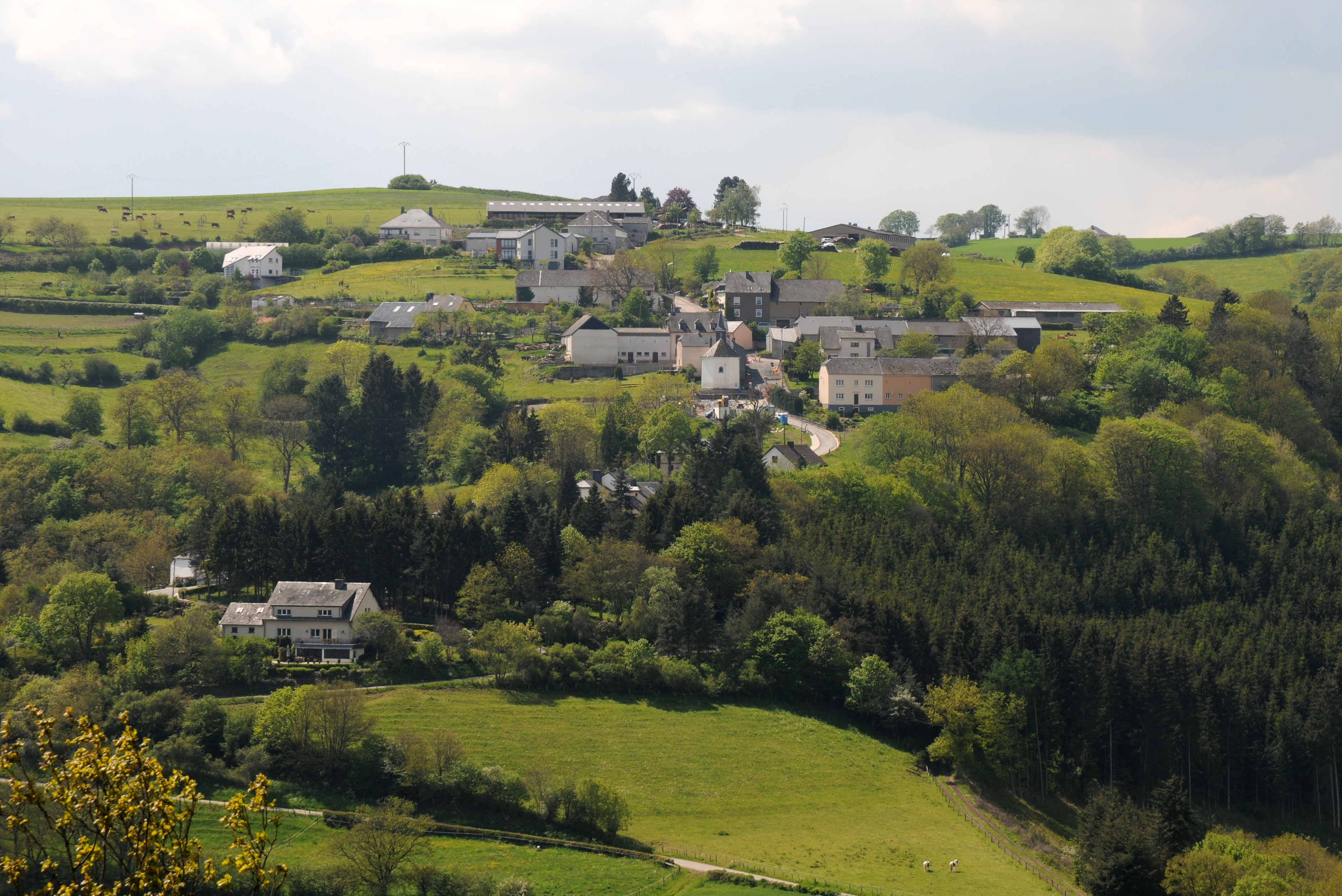
Сільський краєвид на півночі країни у комуні Кішпельт.

Ландшафт ділить країну на дві частини. Північна частина, де розташовані відроги Арденн і Рейнських Сланцевих гір, називається Еслінг, вона займає 32 % території країни. Відроги складені переважно глинистими сланцями і пісковиками. Ця старовинна місцина сформувалася, будучи дном моря Девонського періоду, 380—390 мільйонів років тому. Її геологічний вік приблизно на 200 мільйонів років більший від віку території на півдні країни. Південна частина, що характеризується більш рівнинним ландшафтом, називається Гутланд, вона займає 68 % території. Середня висота регіону над рівнем моря становить 270 м. Це найбільш заселений регіон Люксембургу, тут розташовані всі найбільші міста країни, включаючи столицю. Кордон між двома регіонами проходить приблизно по долині річки Зауер.
Найвища точка країни — пагорб Кнайфф, що має висоту 560 м над рівнем моря і розташований на півночі країни. Найнижча точка країни — місце злиття річок Зауер і Мозель — 133 м над рівнем моря, розташована на сході країни.
Країна має такі крайні точки:
- Найпівнічніша точка — село Шметт (Schmëtt) (50°10′58.6″ пн. ш. 6°1′28.66″ сх. д. / 50.182944° пн. ш. 6.0246278° сх. д.)
- Найпівденіша точка — біля міста Рюмеланж (49°26′52″ пн. ш. 6°02′0″ сх. д. / 49.44778° пн. ш. 6.03333° сх. д.)
- Найсхідніша точка — на березі річки Зауер біля селища Роспорт (Rosport). (49°48′27″ пн. ш. 6°31′52.3″ сх. д. / 49.80750° пн. ш. 6.531194° сх. д.)
- Західніша точка — біля села Сір (Sir) (49°54′ пн. ш. 5°44′ сх. д. / 49.900° пн. ш. 5.733° сх. д.)

### Водні ресурси

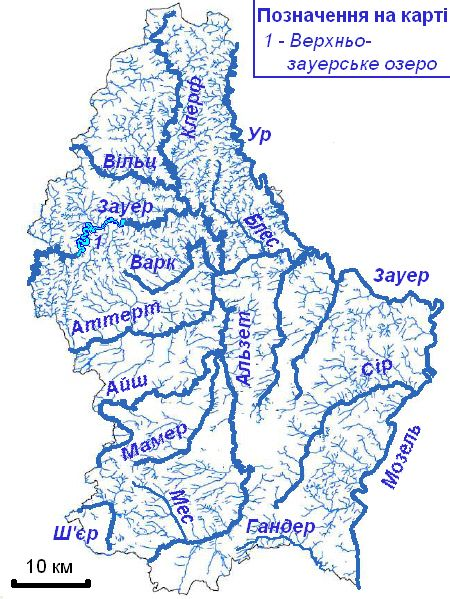
Карта річок Люксембургу.

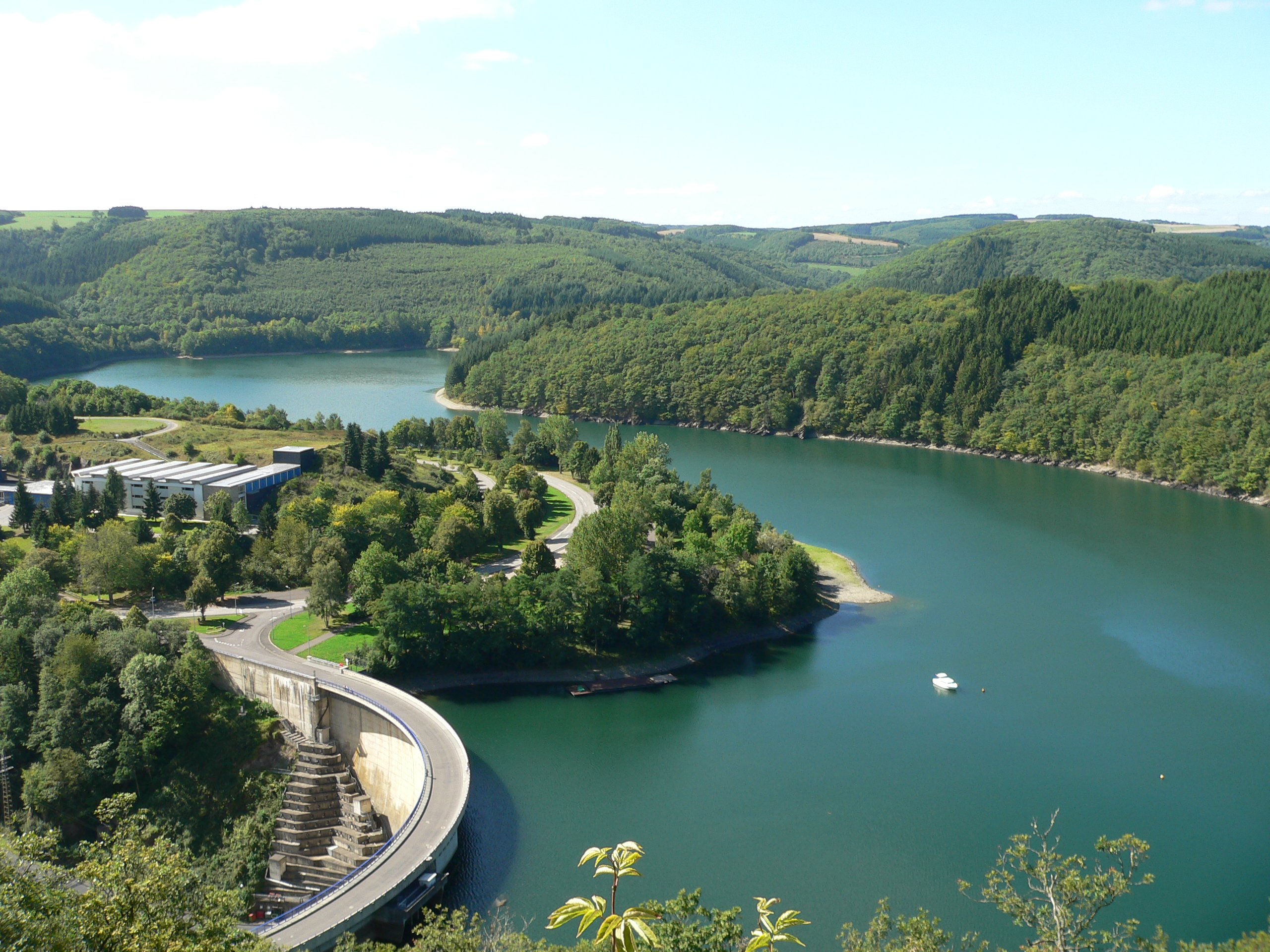
Верхньозауерське озеро.

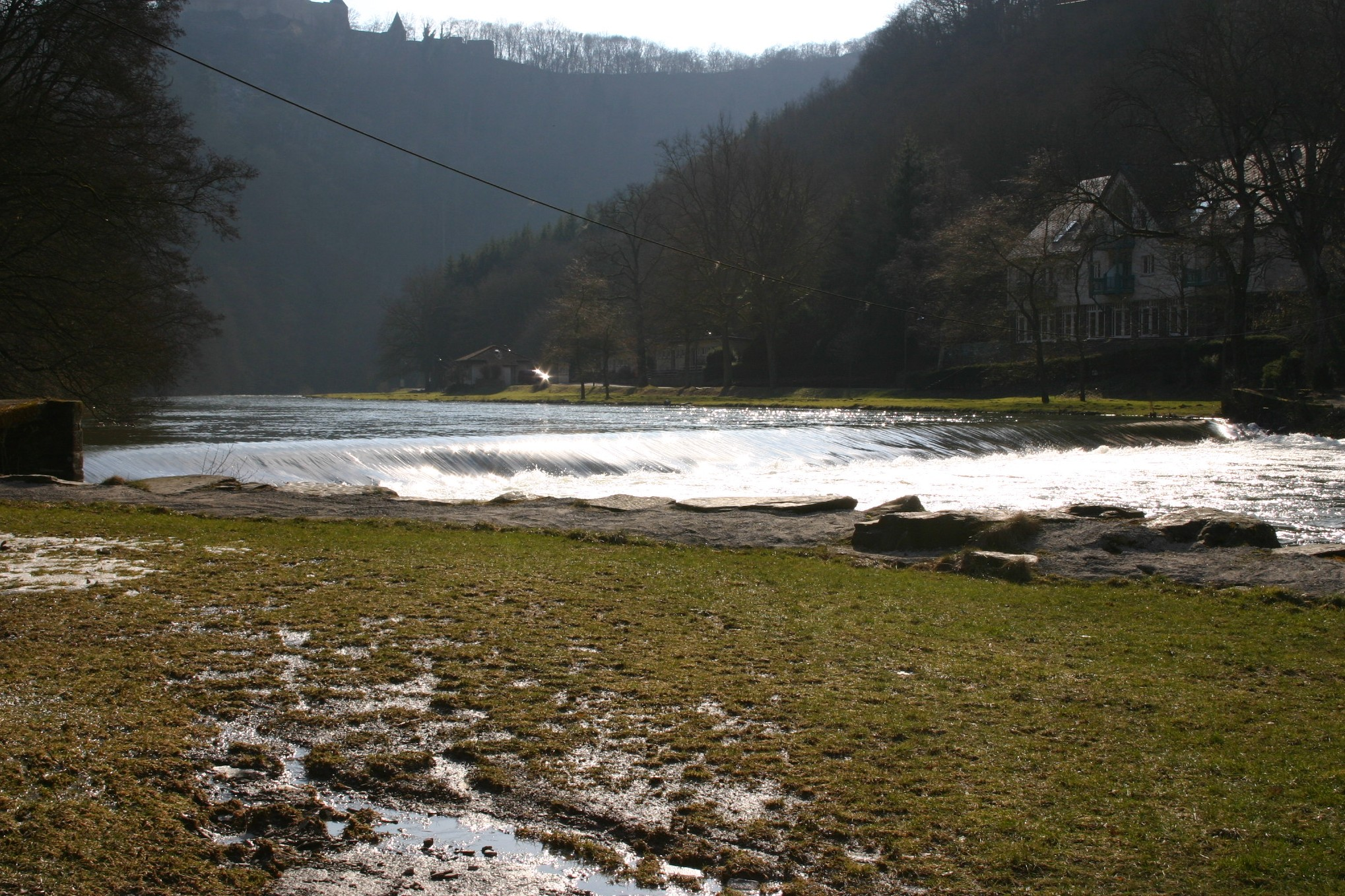
Річка Зауер в межах комуни Буршайд.

Річкова сітка густа, розгалужена, відноситься, головним чином, до басейну річки Мозель, що протікає по кордону Люксембургу й Німеччини. Загальна довжина всіх річок становить близько 1800 км.
Найбільшою річкою країни є Мозель, що бере початок на північному сході Франції і протягом приблизно 31 км протікає по кордону Люксембургу і Німеччини. По річках її басейну — Зауер (притока Мозеля) і Ур також проходить кордон з Німеччиною. На берегах цих річок можна побачити багато середньовічних замків. Долина річки Ур оточена незайманою природою. Інші найбільші річки — Альзет на півдні й Вільц на півночі.
Найдовшою річкою країни є Зауер, притока Мозеля.
Найбільшою водоймою і найбільшим сховищем питної води є Верхньозауерське озеро (Оверзауер, або От-Сур) на північному заході країни на річці Зауер. Озеро забезпечує питною водою половину населення країни. Воно є штучним водосховищем, створеним у 1950-х роках при будівництві дамби Еш-сюр-Сур. Береги озера вкриті буйною рослинністю. Воно є також об'єктом туризму і центром для водних видів спорту, зокрема вітрильного спорту, катання на каное і каяках.

### Ґрунти
Переважають бурі лісові й дерново-підзолисті ґрунти.

## Клімат

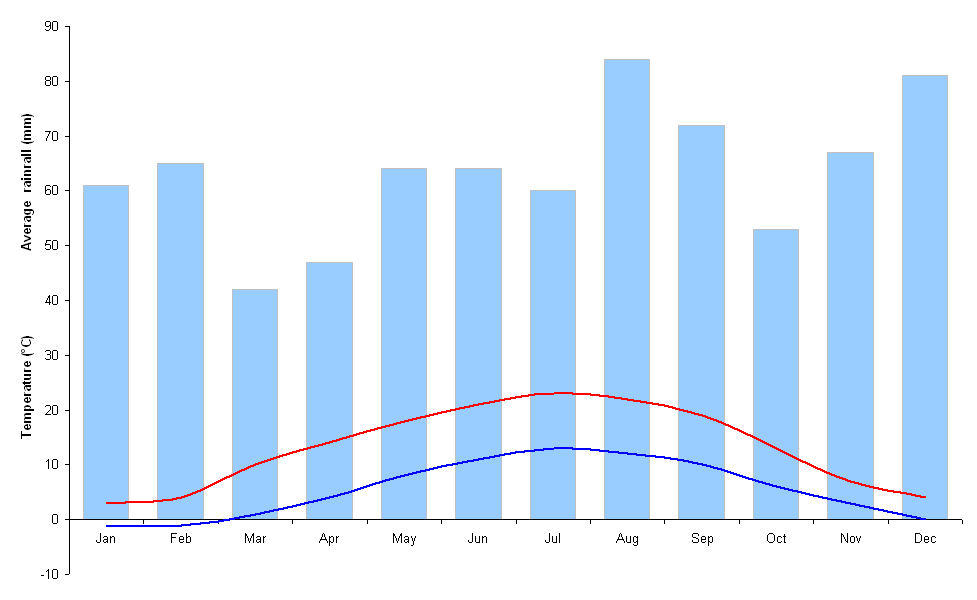
Максимальна та мінімальна температури і кількість опадів у місті Люксембург.

Клімат країни помірний, перехідний від морського до континентального (відстань до моря — близько 300 км). У столиці країни максимальна температура січня становить +5 °C, середня температура січня +0,7 °C, максимальна температура у липні +23 °C, середня температура липня +17 °C. На півночі країни, через те що вона розташована вище, клімат трохи холодніший.
За рік на півдні країни випадає 760 мм опадів, а найбільша кількість опадів випадає на півночі країни — до 900 мм, взимку тут часті снігопади. Опади рівномірно розподілені впродовж року, невеликі максимуми спостерігаються в травні, червні та листопаді, грудні.

## Природа

### Флора

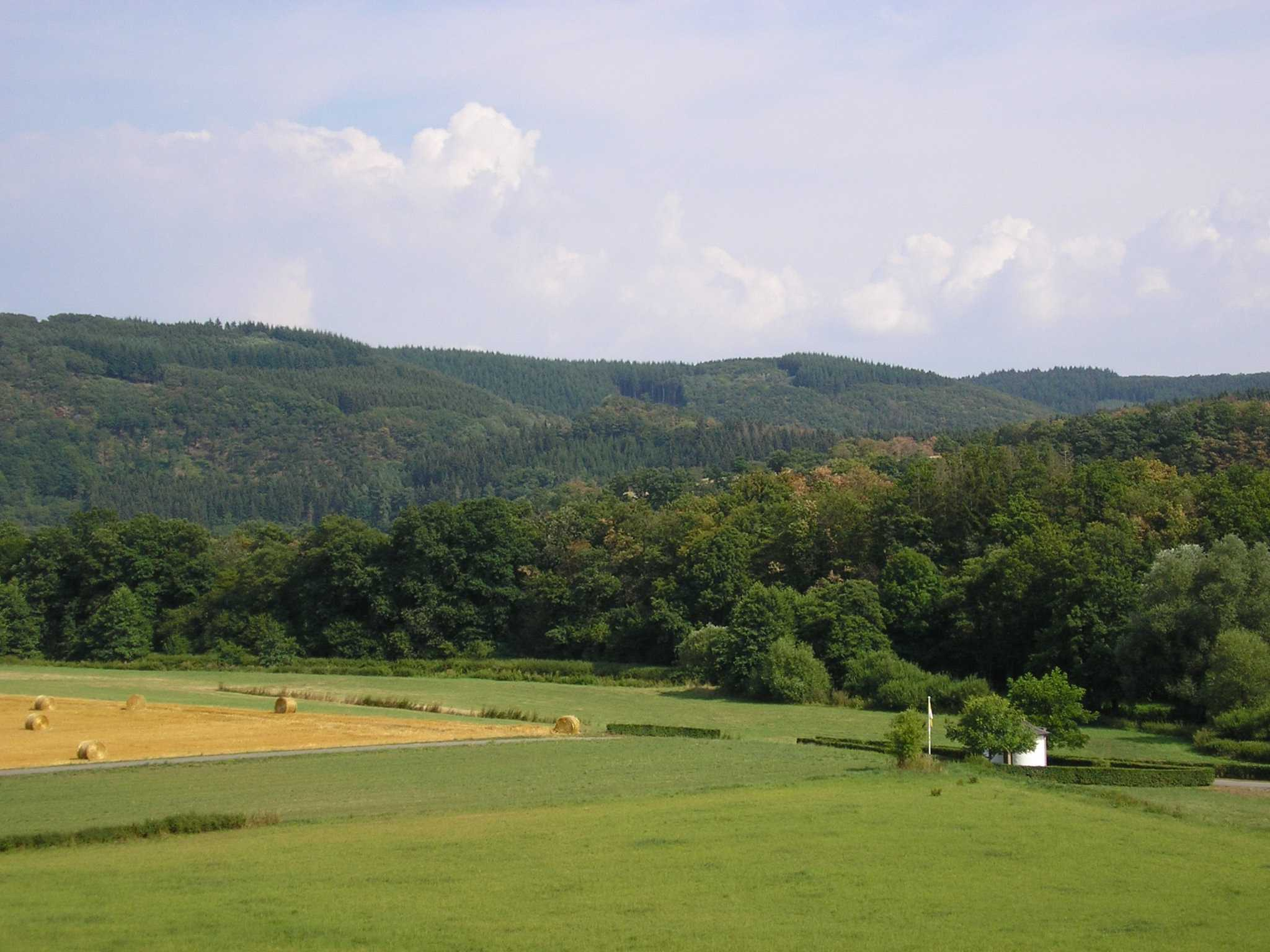
Ліс на півночі Люксембургу (комуна Кішпельт).

Близько 30 % площі Люксембургу вкрито дубово-буковими лісами. Поміж країн Західної Європи Люксембург є однією з найбільш вкритих лісами на одиницю території. Тут ростуть як листяні, так і хвойні дерева. Найбільше лісів — у районі Арденн. Незайманих людською діяльністтю лісів у країні немає. Тут створено кілька природоохоронних парків, наприклад, у долинах річок Ур і Сауер. Загалом по всій країні під охороною перебувають близько 44000 га землі, що становить близько 17 % території країни.

### Фауна
Великих ссавців у дикій природі можна побачити зрідка. Вовків, що колись водилися у місцевих лісах, не спостерігали з 1895 року. Разом з тим, припускається, що вони можуть забігати на територію Люксембургу з сусідніх країн, однак уникають зустріч з людиною. У Арденнах водяться дикий вепр, сарна європейська, олень благородний.
З птахів у лісах водяться канюк, вівсянка звичайна, підкоришник, дятел, тощо. Рибалочка часто трапляється біля багатьох річок. Плиски трапляються по всій країні. Навесні серпокрильцеві і ластівкові злітаються у міста на гніздування. Столиця країни лежить на шляху міграції журавля сірого, його можна побачити тут навесні й восени. Національним птахом Люксембургу є золотомушка жовточуба.